# Waleria Szalay-Groele

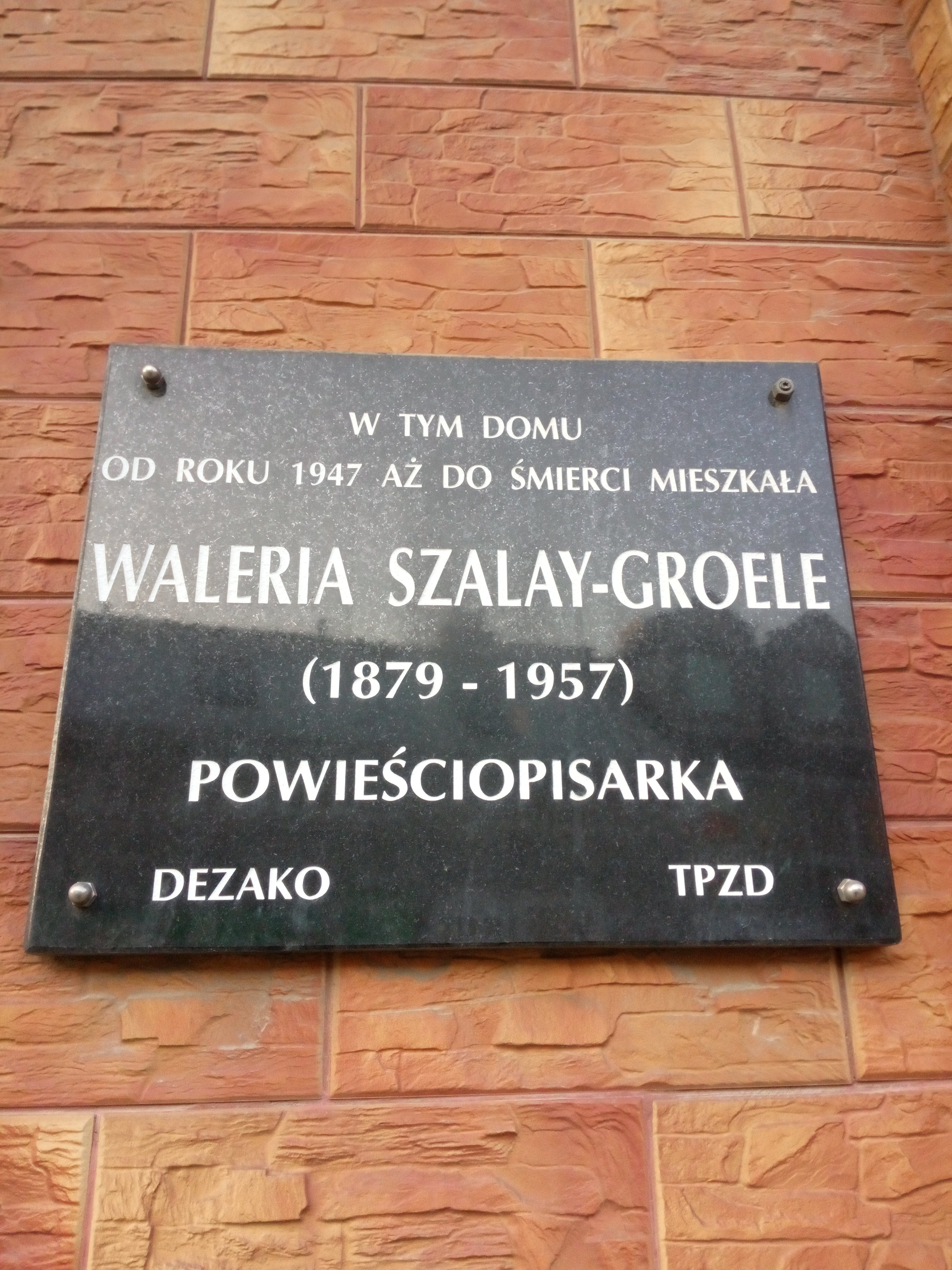
Waleria Szalay-Groele - tablica na budynku przy ul. Kolejowej 16 w Dębicy

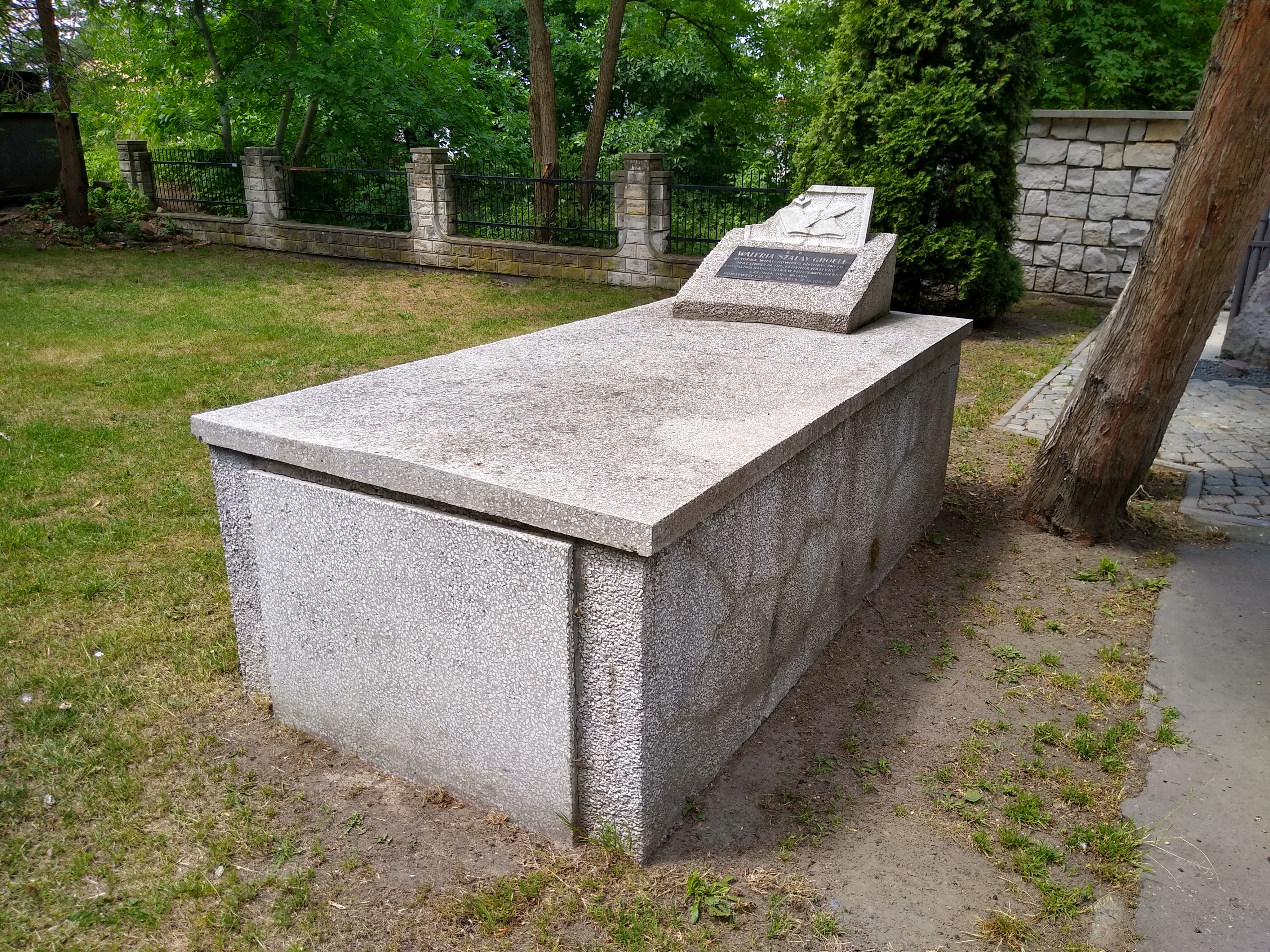
Grób Walerii Szalay-Groele na cmentarzu wojskowym w Dębicy

Waleria Szalay-Groele (ur. 12 marca 1879 w Czernichowcach, zm. 4 marca 1957 w Dębicy) – polska powieściopisarka, pedagog, reportażystka.

## Życiorys
Córka oficjalisty dworskiego Stanisława Szalaya i Jadwigi z Pankowskich. Ukończyła studia na Wydziale Historycznym Uniwersytetu we Lwowie; studiowała również polonistykę. W 1900 zaczęła pracę nauczycielki; po 1919 nauczała w Poznaniu. W latach 1920–1922 wchodziła w skład redakcji „Kłosów Polskich”, współpracowała również z „Kurierem Poznańskim” i „Małym Światkiem”. W latach II wojny światowej działa w polskim ruchu oporu, wspierała harcerstwo. W latach 50. pracowała w Dębicy, ponownie jako nauczycielka.
Jest autorką libretta do opery Legenda Bałtyku Feliksa Nowowiejskiego. Znana też jako autorka słów popularnej pieśni „Hej żeglarzu, żeglujże” z opery Kaszuby również Nowowiejskiego.

## Wybrana twórczość
- 1910 – Straszne dziedzictwo – powieść historyczna z XV wieku (z czasów Władysława Jagiełły)
- 1921 – Bohaterski Staszek – powieść historyczna z XII wieku
- 1921 – W orlim gnieździe – opowieść z dawnych czasów (z XI w.)
- 1931 – Sokół królewski – opowiadanie historyczne
- Spłacony dług – opowieść z roku 1831

## Odznaczenia
- Srebrny Wawrzyn Akademicki (4 listopada 1937)[3]

## Upamiętnienie
Waleria Szalay-Groele jest patronką ulic w Mielcu i Dębicy, oraz żłobka w Przecławiu.